# HTC One V
Das HTC One V ist ein Smartphone von HTC und wurde wie das HTC One S und das HTC One X offiziell am 6. März 2012 auf der CeBIT 2012 vorgestellt. Es ist gegenüber den Modellen S und X aber deutlich kleiner.

## Ausstattung
Im HTC One V befindet sich ein Single Core Prozessor der Marke Qualcomm, welcher mit 1 GHz „getaktet“ ist. Das LC-Display hat eine Größe von 3,7″ in der Diagonale, besitzt eine Auflösung von 800 × 480 Pixel und somit eine Pixeldichte von 252 ppi (Pixel/Zoll). Mit einem Gewicht von 115 Gramm fällt es ob der Maße von 120,3 × 59,7 × 9,24 Millimeter im Vergleich zu den Modellen S und X sehr leicht aus. Das Design erinnert optisch an das HTC Legend, jedoch sind beim One V drei Sensortasten verbaut. Das Gehäuse des One V besteht aus Aluminium, die Antennen sind in einem kleinen abnehmbaren Kunststoffdeckel untergebracht, hinter dem SIM und microSD-Karte stecken. Die Hauptkamera des HTC One V besitzt eine Auflösung von 5 Megapixeln und kann Videos mit maximal 720p aufzeichnen. Im HTC One V befindet sich ein Li-Ion-Akku mit 1500 mAh, welcher sich aufgrund des Unibody-Gehäuses nicht austauschen lässt. Das HTC One V bietet einen internen Speicher von 4 GB, dieser ist mittels microSD-Karte mit maximal 64 GB erweiterbar. Das HTC One V läuft mit der Android-Version 4.0.3 sowie mit der überarbeiteten Benutzeroberfläche HTC Sense 4.0.